# Eric Bina
Eric J. Bina (outubro de 1964) é um cientista da computação estadunidense.
Co-criador do Mosaic e co-fundador do Netscape. Em 1993, juntamente com Marc Andreessen, lançou a primeira versão do Mosaic, quando então programador do National Center for Supercomputing Applications (NCSA) na Universidade de Illinois em Urbana-Champaign.